# Guerra del Diezmo (Irlanda)
La guerra del Diezmo (1831-36) estuvo originada por la resistencia de los católicos irlandeses a pagar el diezmo para el mantenimiento del clero de la Iglesia de Irlanda.

## Trasfondo
El pago del diezmo era una tradicional obligación para aquellos que trabajaban la tierra, que consistía en pagar un impuesto anual del 10% sobre el valor de ciertos productos agrícolas con el fin de mantener económicamente a la Iglesia. Con la introducción de las Leyes penales del siglo XVII, estos pagos fueron destinados directamente a la Iglesia de Irlanda, pese a que la mayoría de la población se declaraba católica. Aunque Daniel O’Connell había logrado la derogación de las Leyes penales en 1829, (Emancipación católica), esta obligación de pagar el diezmo se mantuvo. Usualmente, el diezmo era cobrado en bienes materiales y no en dinero, que tenía escasa circulación en Irlanda.
Los católicos irlandeses organizaron una campaña de resistencia a gran escala a partir de  1829 y sus efectos se hicieron notar rápidamente en la Iglesia de Irlanda, que en 1831 comenzó a registrar un déficit. Se confeccionó una lista de «Morosos del Diezmo» (Tithe Defaulters) que identificaba alrededor de 30.000 individuos con grandes deudas por impuestos no pagados en razón del diezmo, principalmente procedentes de los condados de Kilkenny, Tipperary y Wexford. La lista fue remitida a la recién creada Royal Irish Constabulary, fundada en 1822 para que tomara acciones penales contra los deudores.

## La «Guerra» 1831-1836
El primer enfrentamiento de la guerra del Diezmo tuvo lugar el 3 de marzo de 1831 en Graiguenamanagh, Kilkenny, cuando un grupo de 120 yeomanry trataron de ejecutar la orden de embargo de ganado de un sacerdote católico. Animado por su obispo, este sacerdote había organizado la resistencia popular contra la recaudación del Diezmo, poniendo las cabezas de ganado del pueblo bajo su propiedad antes de que se vendiera. La revuelta pronto se extendió. Poco después, en Bunclody (Newtownbarry), Wexford, la Irish Constabulary abrió fuego sobre un grupo de gente que se resistía al embargo de ganado, causando doce muertos y una veintena de heridos. La masacre llevó a los objetores a organizarse para hacer frente al gobierno y el 14 de diciembre de 1831, los miembros de la resistencia emboscaron a un destacamento de 40 hombres en Carrickshock, matando a doce de ellos.
Las autoridades reforzaron sus posiciones, temiendo una escalada de la violencia. En 1831, se registraron un total de 3.757 crímenes relacionados con los embargos, entre los que se cuentan 242 homicidios y 723 ataques a la propiedad, además de 568 incendios y numerosos robos y asaltos. En 1835, el conflicto llegó a su punto más álgido cuando la Royal Irish Constabulary mató a 17 personas e hirió a otras 30 durante la ejecución de un cobro de diezmo por 40 chelines.

## Desenlace
El gobierno británico se alarmó ante las masacres. La orden de abrir fuego fue supuestamente dada por un clérigo. Muchas personas murieron durante los sucesos, y los altercados producidos durante la ejecución de los embargos agrió el clima político y encolerizó a la opinión pública. Finalmente, el gobierno decidió suspender las recaudaciones.
En 1839, el Parlamento introdujo la Ley de Conmutación del Diezmo. Esto reducía las deudas en una cuarta parte, que habrían de pagarse a los terratenientes, quien se encargarían de hacer el ingreso a las autoridades. Los diezmos se convirtieron en la práctica en parte del arrendamiento. Esta reducción parcial y la eliminación de las polémicas recaudaciones puso fin al conflicto. Los católicos quedaron finalmente liberados del pago de diezmos tras el desmantelamiento de la Iglesia de Irlanda decretado por el gobierno de Gladstone en 1869.
- Datos: Q184652